# Sự cố diễu hành của Liverpool năm 2025

Cảnh quay ghi lại cảnh chiếc xe lao vào đám đông gây tan nạn nghiêm trọng

Sự cố diễu hành của Liverpool năm 2025 (2025 Liverpool parade incident) là sự cố nghiêm trọng đã xảy ra vào chiều tối thứ Hai, ngày 26 tháng 5 năm 2025, trong buổi lễ diễu hành mừng chức vô địch Premier League của câu lạc bộ bóng đá Liverpool tại trung tâm thành phố. Một người lái xe đã điều khiển chiếc Ford Galaxy màu xám lao vào đám đông trên Phố Water ở thành phố cảng Liverpool trong buổi diễu hành ăn mừng chức vô địch Premier League mùa giải 2024–25 của Câu lạc bộ bóng đá Liverpool chỉ ít phút sau khi xe buýt chở đội bóng đi qua. Vụ việc đã biến ngày vui của thành phố thành một thảm kịch. Tổng cộng 79 người đã bị thương, trong đó có 50 người được đưa đến bệnh viện, bao gồm bốn trẻ em. Cảnh sát vùng Merseyside đã bắt giữ một người đàn ông Anh da trắng 53 tuổi tại hiện trường vì tình nghi phạm tội cố ý giết người, lái xe nguy hiểm và lái xe trong tình trạng không tỉnh táo do ảnh hưởng của ma túy. 

## Sự việc
Vụ việc xảy ra vào khoảng 6 giờ tối (giờ địa phương) trên phố Water, trung tâm thành phố Liverpool. Vào khoảng 6 giờ tối BST ngày 26 tháng 5 năm 2025, một người lái xe đã được nhìn thấy đang cãi nhau với người đi bộ trước khi anh ta tăng tốc và đâm vào một nhóm lớn người đi bộ trên Water Street ở Liverpool trong cuộc diễu hành. Trước khi xảy ra sự cố, người dân địa phương và những người ủng hộ Liverpool F.C. đã theo dõi cuộc diễu hành chiến thắng của đội trên toàn thành phố để ăn mừng chiến thắng của họ tại Giải Ngoại hạng Anh 2024–25. Ước tính có khoảng một triệu người đã tham dự. Hàng chục người đã bị thương sau vụ va chạm. Theo một nhân chứng, chiếc xe sau đó dừng lại và mọi người bắt đầu đập vỡ cửa sổ, nhưng tài xế lại tăng tốc và đâm vào nhiều người hơn, một nhân chứng cho biết có vẻ như cố ý. Các báo cáo ban đầu cho biết có khoảng 47 đến hơn 70 người bị thương, trong đó có cả trẻ em, và nhiều người đã được đưa đến bệnh viện để cấp cứu. Một số nạn nhân ở trong tình trạng nghiêm trọng. Cảnh sát Merseyside đã bắt giữ một người đàn ông da trắng 53 tuổi đến từ khu vực Liverpool tại hiện trường và được cho là người điều khiển chiếc xe gây tai nạn. Cảnh sát xác nhận gã này chính là tài xế của chiếc xe. Họ cố gắng đưa nghi phạm ra khỏi hiện trường trước sự bao vây của nhiều CĐV khác, những người muốn tấn công để trả đũa. Vụ việc không được xem là có liên quan đến khủng bố. Cảnh sát đang tiến hành điều tra để làm rõ nguyên nhân và động cơ của tài xế. Các nhân chứng có mặt tại hiện trường mô tả lại một khung cảnh hỗn loạn và kinh hoàng khi chiếc xe bất ngờ lao vào đám đông. Nhiều video và hình ảnh được chia sẻ trên mạng xã hội cho thấy sự hoảng loạn của các cổ động viên và nỗ lực của lực lượng cấp cứu tại hiện trường. 

## Phản ứng
Vụ việc nghiêm trọng đến mức Thủ tướng Vương quốc Anh Keir Starmer đã gửi đi thông điệp trên mạng xã hội: "Cảnh tượng ở Liverpool thật kinh hoàng - tôi xin gửi lời chia buồn tới tất cả những người bị thương hoặc bị ảnh hưởng. Tôi muốn cảm ơn lực lượng cảnh sát và các dịch vụ khẩn cấp vì đã phản ứng nhanh chóng sau sự cố kinh hoàng này. Tôi đề nghị tất cả cho cảnh sát thời gian để họ tiến hành điều tra". Nghị sĩ Đảng Lao động tại Liverpool Riverside cho biết: "Tôi thực lòng hy vọng tất cả những người liên quan đều an toàn và sớm về nhà với người thân yêu". Câu lạc bộ Liverpool đã đưa ra tuyên bố: "Chúng tôi đang liên hệ trực tiếp với Cảnh sát Merseyside về vụ việc trên phố Water xảy ra vào cuối buổi diễu hành trao cúp vào đầu giờ tối nay. Chúng tôi xin gửi lời chia buồn và cầu nguyện tới những người bị ảnh hưởng bởi vụ việc nghiêm trọng này. Chúng tôi sẽ tiếp tục hỗ trợ hết mình cho các dịch vụ khẩn cấp và chính quyền địa phương đang giải quyết sự cố này”. Ban Tổ chức Premier League cho biết: "Tất cả mọi người tại Premier League đều bị sốc trước sự kiện kinh hoàng ở Liverpool tối nay và chúng tôi xin gửi lời chia buồn sâu sắc nhất tới tất cả những người bị thương và bị ảnh hưởng. Chúng tôi đã liên lạc với Liverpool FC và bày tỏ sự hỗ trợ hết mình sau sự cố nghiêm trọng này”. Huyền thoại của Liverpool là tiền đạo Robbie Fowler cho biết: "Tin tức đau lòng... thực sự kinh tởm với những gì đang xảy ra ở Liverpool".